# Marshall (Texas)
Marshall je město ve Spojených státech amerických. Nachází se v okrese Harrison County ve státě Texas, přičemž je zároveň správním městem tohoto okresu. Ve městě žije přibližně 23 tisíc obyvatel a jeho rozloha činí 76,8 km². Město bylo založeno roku 1841 a během Americké občanské války bylo významným politickým centrem Konfederovaných států amerických. V minulosti se v okolí města hojně pěstovala bavlna, pro jejíž sběr byli používáni otroci.

## Rodáci
- George Foreman (1949–2025) – americký boxer

## Partnerská města
- Tchaj-pej, Tchaj-wan